# Liz Chase
Elizabeth Chase (Umtali, 1950. április 26. – Johannesburg, 2018. május 9.) olimpiai bajnok zimbabwei gyeplabdázó.

## Pályafutása
Tagja volt az 1980-as moszkvai olimpián aranyérmes zimbabwei válogatottnak.
2000 és 2015 között a johannesburgi Witwatersrandi Egyetem sporttisztviselője volt.

## Sikerei, díjai
- Olimpiai játékok
  - aranyérmes: 1980, Moszkva